# Связующее программное обеспечение
Связу́ющее програ́ммное обеспе́чение (англ. middleware; также переводится как промежу́точное программное обеспечение, программное обеспечение среднего слоя, подпрогра́ммное обеспечение, межплатфо́рменное программное обеспечение) — широко используемый термин, означающий слой или комплекс технологического программного обеспечения для обеспечения взаимодействия между различными приложениями, системами, компонентами.
Имеется несколько основных разновидностей связующего программного обеспечения:
- система распределённых объектов (DOS, англ. distributed object system) или технологии распределённых объектов (DOT, англ. distributed object technology)
- ориентированное на базы данных, такое как брокеры объектных запросов (англ. database access middleware)
- мониторы транзакций
- вызов удалённых процедур (RPC, англ. remote procedure call)
- ориентированное на обработку сообщений (MOM, англ. message-oriented middleware)

## Происхождение термина
Вероятно, первое употребление термина middleware относится к 1968 году, в докладе конференции научного комитета НАТО.
Среди современных частных трактовок наиболее употребляемые толкования термина middleware:
- слой для взаимодействия между клиентскими частями программного обеспечения и базами данных[6],
- программное обеспечение для взаимодействия системного и прикладного программного обеспечения[7],
- программная прослойка между операционными системами и прикладным программным обеспечением[8],
- программное обеспечение для взаимодействия прикладного программного обеспечения с сетью, обеспечивающее унификацию взаимодействия между программами в условиях неоднородности вычислительных платформ[9],
- программное обеспечение для взаимодействия различных компонентов программ и баз данных[10].

В наиболее общем случае термин middleware часто используют для обозначения инфраструктуры: веб-серверов, серверов приложений, мониторов транзакций, программного обеспечения сервисных шин, систем управления содержимым. Промежуточное программное обеспечение составляет ядро современных ИТ-решений основанных на XML, SOAP, веб-сервисах и сервисно-ориентированной архитектуре.